# Paolo Curtaz
Paolo Curtaz (pron. fr. AFI: [kyʁta]) (Aosta, 31 luglio 1965) è uno scrittore e teologo italiano.

## Biografia
Originario di Gressan, ultimogenito di tre fratelli, figlio di un imprenditore edile e di una casalinga, ha terminato gli studi di scuola superiore presso l'istituto tecnico per geometri di Aosta nel 1984, per poi entrare nel seminario vescovile di Aosta; ha approfondito i suoi studi in pastorale giovanile e catechistica presso l'Università Pontificia Salesiana di Roma (1989/1990).
Ordinato sacerdote il 7 settembre 1990 da Ovidio Lari, è stato nominato viceparroco di Courmayeur (1990-1993), di Saint-Martin-de-Corléans (1993-1997) e parroco di Valsavarenche, Rhêmes-Notre-Dame, Rhêmes-Saint-Georges e Introd (1997-2007).
Nel 1995 è stato nominato direttore dell'Ufficio catechistico diocesano, in seguito ha curato il coordinamento della pastorale giovanile cittadina. Dal 1999 al 2007 è stato responsabile dell'Ufficio dei beni culturali ecclesiastici della diocesi di Aosta.
Nel 2004, grazie ad un gruppo di amici di Torino, fonda un sito web che pubblica il commento al vangelo domenicale e le sue conferenze audio e, qualche tempo dopo, un sito web per la riflessione sugli eventi della vita quotidiana. Negli stessi anni conduce la trasmissione radiofonica quotidiana Prima di tutto per il circuito nazionale Inblu della CEI e collabora alla rivista mensile Parola e Preghiera (Edizioni San Paolo), che propone un cammino quotidiano di preghiera per l'uomo contemporaneo.
Nel maggio 2007 viene rivelato che tre anni prima era diventato padre.   
Nel 2008 chiede ed ottiene la dispensa dagli obblighi derivanti dal ministero sacerdotale.
Nel 2009 consegue il Baccellierato in teologia presso la Facoltà teologica dell'Italia Settentrionale, sezione di Torino con la tesi La figura del sacerdozio nell'epistolario di don Lorenzo Milani e nel 2011 la licenza in Teologia pastorale presso l'Università Pontificia Salesiana di Roma, sezione di Torino, con la tesi Internet e il servizio della Parola di Dio. Analisi critica di alcune omelie presenti nei maggiori siti web cattolici italiani.
Insieme ad alcuni amici, fonda l'associazione culturale Zaccheo (2004) con cui organizza conferenze di esegesi spirituale e viaggi culturali in Terra santa e in Europa.
Come editorialista ha collaborato con alcune riviste cristiane (Il Nostro Tempo, Famiglia Cristiana, L'Eco di Terrasanta) e con siti di pastorale cattolica.
Nel 2018 consegue il Dottorato in Teologia presso la Facoltà Teologica di Lugano con una tesi dal titolo La predicazione online.
Ha scritto oltre 60 saggi di spiritualità ed esegesi spirituale presso diversi editori, fra cui San Paolo, Paoline, Mondadori, Claudiana, We Can Hope, Piemme, EDB, Effatà, vendendo oltre 300mila copie. È coautore, insieme ad Aglaia Zannetti, dello spettacolo teatrale Talking Abraham, messo in scena con la stessa Zannetti e le musiche originali di Enrico Merlin.
Nei primi quindici anni (2009-2024) dell'associazione Zaccheo ha tenuto oltre 1050 conferenze che hanno radunato oltre 100mila persone, organizzato 25 viaggi con 1000 partecipanti, tenuto oltre 120 giornate di spiritualità cui hanno partecipato 4000 persone, le pagine dei suoi siti sono state visualizzate 16 milioni di volte.
I suoi libri sono tradotti in rumeno, polacco, francese, spagnolo e portoghese.
In seguito alla pandemia del 2020 ha creato un sito che propone Webinar in diretta su temi concernenti la Scrittura, la teologia e la spiritualità cattolica. Attualmente collabora per la rivista mensile Amen.

## Opere
- Catechetica, Casale Monferrato, Piemme, 1991, ISBN 88-384-1734-2.
- La Parola spezzata, Cinisello Balsamo, San Paolo, 2006, ISBN 88-384-4886-8.
- La Parola compiuta, Cinisello Balsamo, San Paolo, 2007, ISBN 978-88-215-6055-2.
- La Parola incarnata, Cinisello Balsamo, San Paolo, 2008, ISBN 978-88-215-6391-1.
- La lettera perduta, Cinisello Balsamo, San Paolo, 2008, ISBN 978-88-215-6264-8.
- L'ultimo sì, Cinisello Balsamo, San Paolo, 2010, ISBN 978-88-215-9854-8.
- ABC della fede cristiana, Cinisello Balsamo, San Paolo, 2010, ISBN 978-88-215-6848-0.
- Perché restare cristiani, Milano, Mondadori, 2011, ISBN 978-88-04-61237-7.
- Convertirsi alla gioia, Cinisello Balsamo, San Paolo, 2011, ISBN 978-88-922-1181-0.
- Gesù zero, Cinisello Balsamo, San Paolo, 2011, ISBN 978-88-922-1179-7.
- Il grande abbraccio. Via Crucis, Cinisello Balsamo, San Paolo, 2012, ISBN 978-88-215-6869-5.
- L'amore e altri sport estremi, Cinisello Balsamo, San Paolo, 2012, ISBN 978-88-215-7385-9.
- Il Credo, Cinisello Balsamo, San Paolo, 2012, ISBN 978-88-215-7682-9.
- I dieci comandamenti, Cinisello Balsamo, San Paolo, 2012, ISBN 978-88-215-7684-3.
- I sette sacramenti, Cinisello Balsamo, San Paolo, 2012, ISBN 978-88-215-7683-6.
- La preghiera, Cinisello Balsamo, San Paolo, 2012, ISBN 978-88-215-7685-0.
- Gesù guarisce, Cinisello Balsamo, San Paolo, 2012, ISBN 978-88-215-9076-4.
- Gesù impara, Cinisello Balsamo, San Paolo, 2012, ISBN 978-88-215-9358-1.
- Maria con i piedi per terra, Cinisello Balsamo, San Paolo, 2012, ISBN 978-88-215-9442-7.
- In coppia con Dio, Cinisello Balsamo, San Paolo, 2013, ISBN 978-88-215-9909-5.
- Gesù incontra, Cinisello Balsamo, San Paolo, 2013, ISBN 978-88-215-7809-0.
- Il giubileo, spiegato ai ragazzi, Roma, Paoline, 2014, ISBN 978-88-315-4659-1.
- Dov'è Colui che è nato?, Cinisello Balsamo, San Paolo, 2015, ISBN 978-88-215-6602-8.
- La leggerezza di Dio. Il natale autentico, Roma, Paoline, 2015, ISBN 978-88-315-4662-1.
- Ritorno Incontrare il Dio della misericordia, Cinisello Balsamo, San Paolo, 2015, ISBN 978-88-215-9646-9.
- Le parabole che aiutano a vivere, Torino, Claudiana, 2016, ISBN 978-88-6898-094-8.
- Il cercatore, lo scampato, l'astuto, il sognatore - Storie di patriarchi e matriarche tutti cercatori di Dio, Cinisello Balsamo, San Paolo, 2016, ISBN 978-88-215-9912-5.
- Pregare per i vivi e per i morti, Venezia, Marcianum Press, 2016, ISBN 978-88-6512-489-5.
- Cristiano stanco?, Cinisello Balsamo, San Paolo, 2017, ISBN 978-88-922-1180-3.
- L'arpa e la fionda. I re di Israele, Cinisello Balsamo, San Paolo, 2017, ISBN 978-88-922-1317-3.
- Lo sguardo di Dio. I profeti, Cinisello Balsamo, San Paolo, 2018, ISBN 978-88-922-1643-3.
- Venite e vedrete, Roma, Paoline, 2018, ISBN 978-88-315-4968-4.
- Talking Abraham, Milano, Edizioni Terrasanta, 2018, ISBN 978-88-6240-555-3.
- La predicazione online, Cinisello Balsamo, San Paolo, 2019, ISBN 978-88-922-1904-5.
- Discepoli sullo sfondo, Torino, Claudiana, 2019, ISBN 978-88-6898-226-3.
- Cinisello Balsamo, San Paolo, 2020, ISBN 978-88-922-2287-8.
- Pecore, Cinisello Balsamo, San Paolo, 2020, ISBN 978-88-922-2287-8.
- Non è una parentesi, Cantalupa, Effatà, 2020, ISBN 978-88-6929-588-1.
- Pastori, Cinisello Balsamo, San Paolo, 2021, ISBN 978-88-922-2209-0.
- Dio c'è ed è bellissimo, Casale, Piemme, 2022, ISBN 978-88-566-8405-6.
- Sul dolore, Cinisello Balsamo, San Paolo, 2022, ISBN 978-88-922-2791-0.
- La Chiesa che faremo. Leggendo gli Atti degli apostoli, Cinisello Balsamo, San Paolo, 2023, ISBN 978-88-922-2992-1.
- Lasciati amare. Via Crucis, Roma, Paoline, 2023, ISBN 978-88-315-5556-2.
- Il Dio di Gesù. Pregare il Padre nostro, Roma, Paoline, 2023, ISBN 978-88-315-5639-2.
- Paolo Curtaz e Natale Benazzi, La parola mi racconta. Storia di un'anima in cammino, Cinisello Balsamo, San Paolo, 2024, ISBN 978-88-922-4357-6.

### Libri per ragazzi
- Mattia va alla Prima Comunione, Cinisello Balsamo, San Paolo, 2010, ISBN 978-88-215-6643-1.
- La domanda che punge, Cinisello Balsamo, San Paolo, 2012, ISBN 978-88-215-7395-8.
- La famiglia attende Gesù. Novena di Natale, Cinisello Balsamo, San Paolo, 2012, ISBN 978-88-215-7465-8.
- Cara Giulia, risposte ai giovani sulla fede, Palermo, We Can Hope, 2019, ISBN non esistente.

### Curatele
- Ha collaborato alla curatela del progetto di catechesi catecumenale La via[35].
- Ha pubblicato la serie di otto volumi Sacramenti per le riviste Famiglia Cristiana e Credere[36].